# Rasta Business
Rasta Business è un album di Burning Spear, pubblicato dalla Heartbeat Records nel 1995. Il disco fu registrato al Grove Recording Studio di Ocho Rios St Ann, Giamaica.

## Tracce
Testi e musiche di Winston Rodney
1. Africa – 4:47
2. This Man – 3:37
3. Not Stupid – 4:18
4. Creation – 3:40
5. Every Other Nation – 4:49
6. Burning Reggae – 4:29
7. Rasta Business – 4:18
8. Old Timer – 4:38
9. Subject in School – 3:45
10. Hello Rastaman – 4:46
11. Legal Hustlers – 4:48

## Musicisti
- Winston Rodney - voce, percussioni (akete drum), accompagnamento vocale
- Winston Rodney - voci (brano: Subject in School)
- Lenford Richards - chitarra solista, funde
- Linval Jarrett - chitarra ritmica
- Jay Noel - sintetizzatore (brani: 1 e 4)
- Mark Wilson - sassofono
- James Smith - tromba
- Charles Dickey - trombone
- Paul Beckford - basso
- Basil Cunningham - basso (brano: 11)
- Nelson Miller - batteria, percussioni
- Nelson Miller - voci (brano: Subject in School)
- Alvin Haughton - percussioni

Musicisti aggiunti
- Robby Lyn - pianoforte, sintetizzatore
- Rubert Kent - chitarra solista
- Chico Chin - tromba
- Ronald Nambo Robinson - trombone
- Dean Fraser - sassofono
- Uziah Sticky Thompson - percussioni
- Carol Passion Wilson - armonie vocali
- Sharon Gordon - armonie vocali
- Teo Davis - voci (brano: Subject in School)